# 下吻虫科
下吻虫科是纤毛虫门下的一个科：舊屬管口目，今獨立出來成為獨自的下吻虫目（学名：Hypocomatida）的唯一成員。

## 下属分类
本科包括以下属：
- Crateristoma Jankowski, 1967
- Enigmocoma
- Harmocoma Yankovskij, 1980
- 下吻虫属 Hypocoma Gruber, 1884
- Hypocomidium
- Parahypocoma Chatton & Lwoff, 1939
- Rhynchocoma Jankowski, 1975